# Yves Giraud-Cabantous
Marius Aristide Yves Giraud-Cabantous (Saint-Gaudens, 8 de outubro de 1904 – Paris, 30 de março de 1973) foi um piloto francês de automobilismo.
Iniciou sua carreira como piloto em 1931. Foi o primeiro francês a correr na Fórmula 1, tendo disputado 13 provas entre os anos de 1950 e 1953, contabilizando cinco pontos no total. Ele também competiu em diversas provas extra-campeonato. Após a experiência na F-1, Cabantous se aposentou das pistas.

## Formula One World Championship results
(legenda) 
| Ano  | Equipe                     | Chassis             | Motor     | 1       | 2       | 3     | 4       | 5       | 6       | 7     | 8       | 9      | Pontos | Posição  |
| ---- | -------------------------- | ------------------- | --------- | ------- | ------- | ----- | ------- | ------- | ------- | ----- | ------- | ------ | ------ | -------- |
| 1950 | Automobiles Talbot-Darracq | Talbot-Lago T26C-DA | Talbot L6 | GBR 4   | MON DNA | 500   | SUI Ret | BEL Ret | FRA 8   | ITA   |         |        | 3      | 14º      |
| 1951 | Yves Giraud Cabantous      | Talbot-Lago T26C    | Talbot L6 | SUI Ret | 500     | BEL 5 | FRA 7   | GBR     | GER Ret | ITA 8 | ESP Ret |        | 2      | 18º      |
| 1952 | HW Motors                  | HWM 52              | Alta L4   | SUI     | 500     | BEL   | FRA 10  | GBR     | GER     | NED   | ITA     |        | 0      | NC (50º) |
| 1953 | HW Motors                  | HWM 53              | Alta L4   | ARG     | 500     | NED   | BEL     | FRA 14  | GBR     | GER   | SUI     | ITA 15 | 0      | NC (55º) |